# تضخم الرغامى والقصبات
«تضخم الرغامى والقصبات» (بالإنجليزية: Tracheobronchomegaly)‏ أو «متلازمة منير-كوهن» (بالإنجليزية: Mounier-Kuhn syndrome)‏، هو اضطراب خلقي نادر جدا يحدث في الرئة في المقام الأول ويتسم بتوسع غير طبيعي للشعب الهوائية العليا. القصبة الهوائية والجذع الرئيسي للشعب الهوائية المتوسعان بشكل غير طبيعي يقترنان بالتهاب متكرر في الجهاز التنفسي السفلي وإفراز بلغم صديدي غزير، مما يؤدي في النهاية إلى توسع القصبات وغيرها من مضاعفات أخرى في الجهاز التنفسي.

## التشخيص
اقترح «وودرينغ وآخرون» (Woodring et al) (1991) المعايير التشخيصية التالية لتشخيص «تضخم الرغامى والقصبات» في البالغين على أساس التصوير الشعاعي للصدر:
- الذكور البالغين: القطر المستعرض للقصبة الهوائية > 25 ملم، والقطر السهمي > 27 ملم.
- الإناث البالغات: القطر المستعرض للقصبة الهوائية > 21 ملم، والقطر السهمي > 23 ملم.

## تاريخ اسم المرض
مصطلح «متلازمة منير-كوهن» مُستمد من توصيف تلك الحالة المرضية بواسطة البروفسير «بيار-لويس منير-كوهن» (Prof. Pierre-Louis Mounier-Kuhn) في عام 1932م، بينما الاسم العلمي "tracheobronchomegaly" تم تقديمه بواسطة «كاتز وآخرون» (Katz et al) في عام 1962م.